# Cemitério de Wilmersdorf

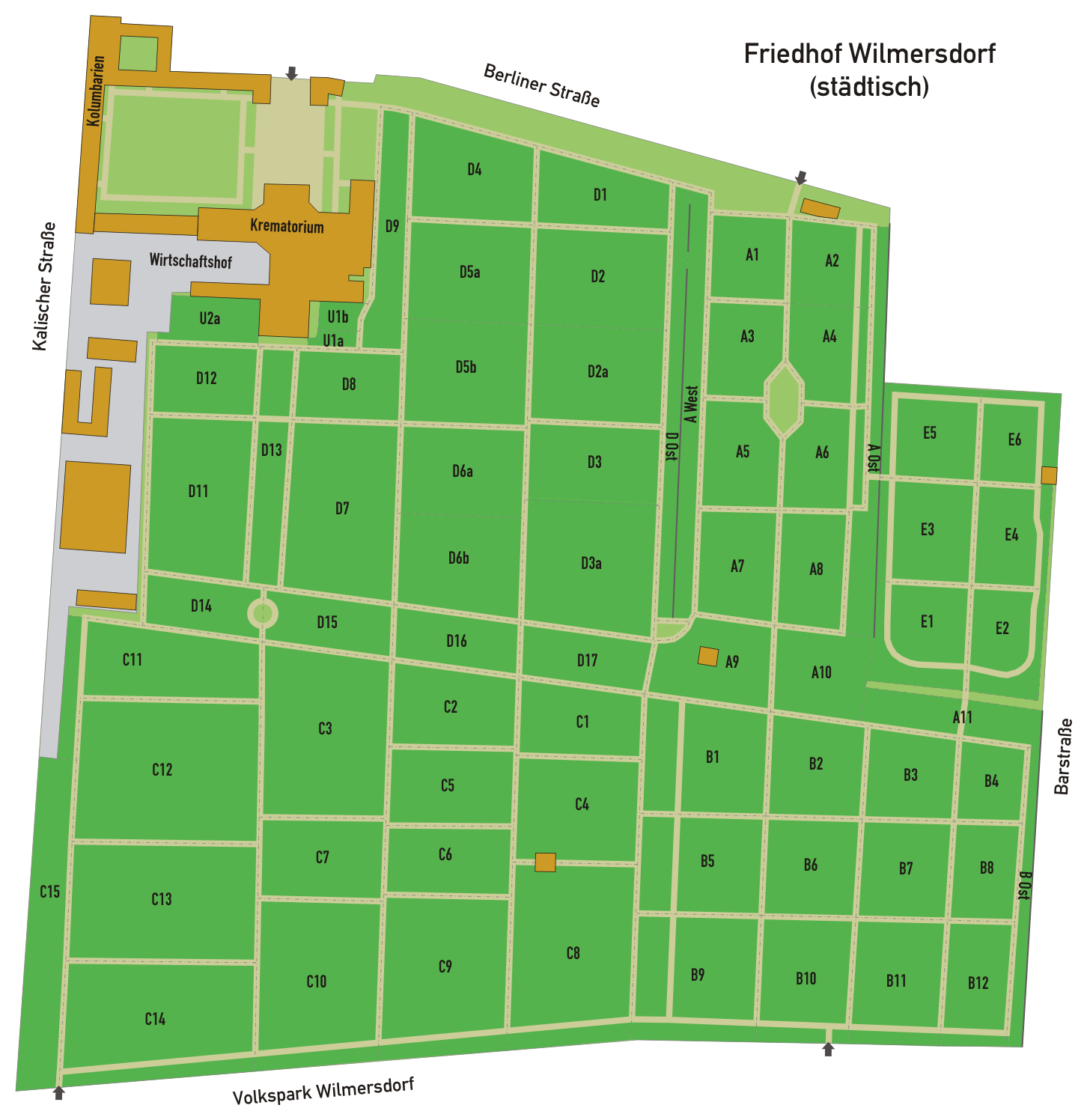
Plano geral do cemitério

O Cemitério de Wilmersdorf (em alemão:  Friedhof Wilmersdorf) é um cemitério estatal de Berlim, localizado no bairro de Wilmersdorf no distrito de Charlottenburg-Wilmersdorf. Existe desde 1885-1886, e sua área foi aumentada diversas vezes. Sua área atual é de 10,12 hectares. As áreas de ocupação A, B e D são registradas como jardim monumento de Berlim.
Com a expansão do cemitério para o noroeste foi construído de 1919 a 1923 um crematório com espaçosos columbários. As cremações não ocorrem mais desde 1990, mas o salão funerário continua a ser utilizado. O crematório é um monumento registrado de Berlim.

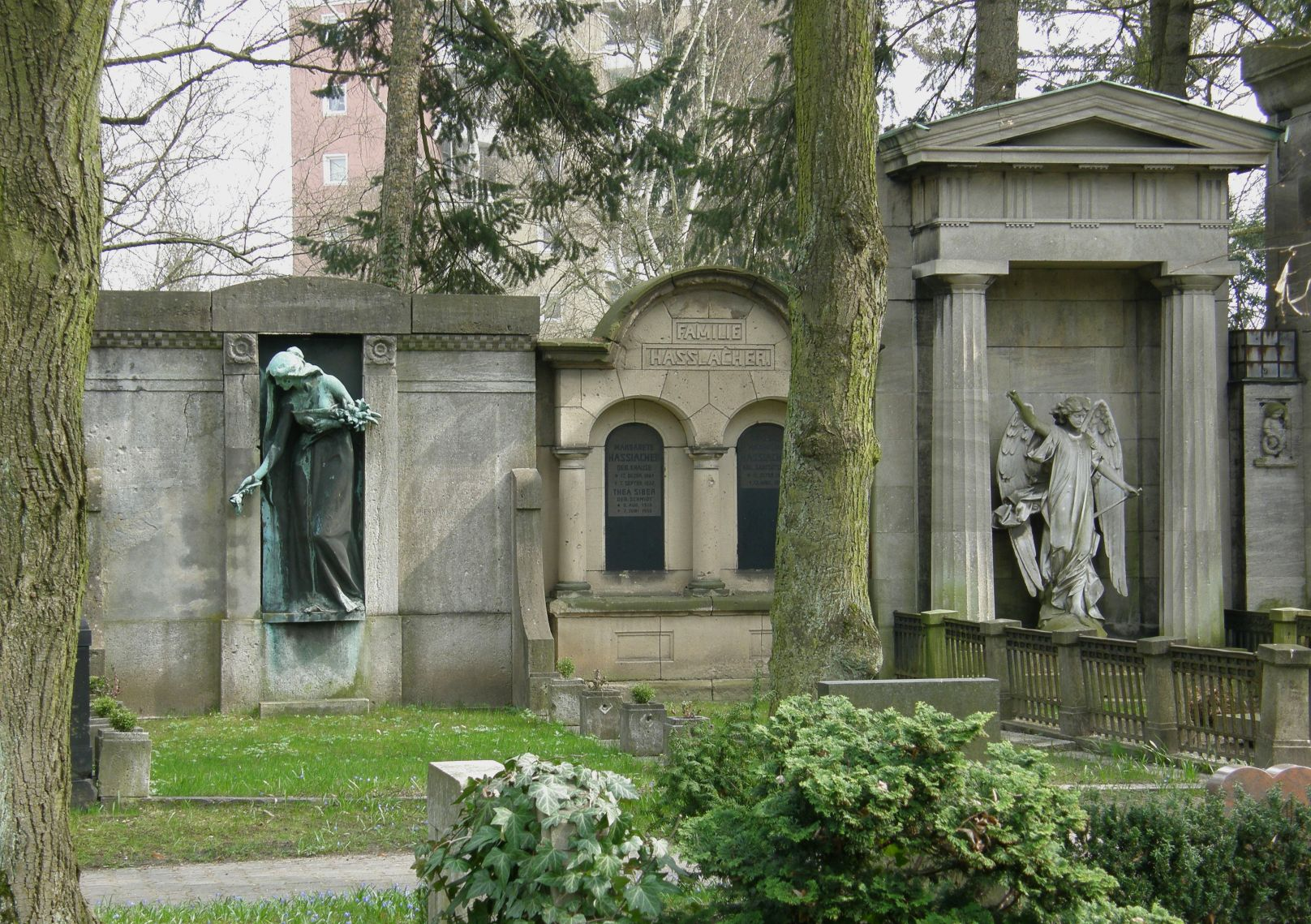
Sepulturas nos muros na parte mais antiga do cemitério

## Personalidades sepultadas
| Nome                           | Ano nascimento | Ano morte | Carreira/Trabalho                                                                | Sepultura honorária | Localização                            | Foto da sepultura | Observações                                   |
| ------------------------------ | -------------- | --------- | -------------------------------------------------------------------------------- | ------------------- | -------------------------------------- | ----------------- | --------------------------------------------- |
| Günther Abendroth              | 1920           | 1993      | Político                                                                         | x                   | D16-23                                 | Foto              |                                               |
| Georg Alexander                | 1888           | 1945      | Ator e diretor                                                                   |                     |                                        |                   | Abandonado em 1960                            |
| Otto Antoine                   | 1865           | 1951      | Pintor                                                                           |                     | C7-4-8                                 | Foto              |                                               |
| Hans Arnold                    | 1860           | 1913      | Escultor                                                                         |                     |                                        |                   | Não preservado                                |
| Paul Felix Aschrott            | 1856           | 1927      | Jurista, reformador do direito penal e social                                    |                     |                                        |                   | Não preservado                                |
| Yevno Azef                     | 1869           | 1918      | Revolucionário                                                                   |                     |                                        |                   | Não preservado                                |
| Bruno Balz                     | 1902           | 1988      | Schlager                                                                         |                     | B6-UW-54                               | Foto              |                                               |
| Otto Baschin                   | 1865           | 1933      | Professor de geografia (Universidade de Berlim)                                  |                     |                                        |                   | Não preservado                                |
| Max Baumbach                   | 1859           | 1915      | Escultor                                                                         |                     |                                        |                   | Não preservado                                |
| Giuseppe Becce                 | 1877           | 1973      | Compositor                                                                       |                     | Raum 21, Wand C, Reihe 11, Nr. 6       | Foto              |                                               |
| Wilhelm Beckmann               | 1852           | 1942      | Pintor                                                                           |                     |                                        | Foto              |                                               |
| Peter Behrens                  | 1868           | 1940      | Arquiteto e designer                                                             |                     | antigo Raum 16, Wand A, Reihe 4, Nr. 5 |                   | Não preservado                                |
| Franz Beyschlag                | 1856           | 1935      | Geólogo                                                                          |                     |                                        |                   | Não preservado                                |
| Robert Biberti                 | 1902           | 1985      | Cantor dos Comedian Harmonists                                                   |                     | C5-89                                  | Foto              |                                               |
| Rudolf Biebrach                | 1866           | 1938      | Diretor de cinema e ator                                                         |                     | B9-UR-212                              | Foto              |                                               |
| Auguste Blisse                 | 1845           | 1907      | „Millionenbauern“, fundador de um orfanato                                       | desde 1969          | A West 96-97                           | Foto              |                                               |
| Christian Blisse               | 1823           | 1905      | „Millionenbauern“, fundador de um orfanato                                       | desde 1969          | A West 96-97                           | Foto              |                                               |
| Carl Bohm                      | 1844           | 1920      | Compositor                                                                       |                     |                                        |                   | Não preservado                                |
| Curt Bois                      | 1901           | 1991      | Ator                                                                             |                     | A9-87                                  |                   | sem sepultura                                 |
| Richard van der Borght         | 1861           | 1926      | Economista                                                                       |                     |                                        |                   | Não preservado                                |
| Richard Börnstein              | 1852           | 1913      | Físico e meteorologista                                                          |                     | B1-15-8                                | Foto              |                                               |
| Otto Briesemeister             | 1866           | 1910      | Cantor de ópera                                                                  |                     |                                        |                   | Não preservado                                |
| Egon Brosig                    | 1889           | 1961      | Ator                                                                             |                     | B5-Ur-104                              | Foto              |                                               |
| Alexander Calandrelli          | 1834           | 1903      | Escultor                                                                         |                     |                                        |                   | Não preservado                                |
| Paul Colberg                   | 1863           | 1926      | Compositor e pianista                                                            |                     | Urnenraum, Wand A, Reihe 4, Nr. 4      |                   | Abandonado em 1988                            |
| Max Contag                     | 1852           | 1930      | Engenheiro (construtor do Canal Teltow)                                          |                     | A West 81-86                           | Foto              |                                               |
| Sigrid Damm-Rüger              | 1939           | 1995      | Ativista do Sozialistischer Deutscher Studentenbund, feminista, autora           |                     |                                        |                   |                                               |
| Max Delbrück                   | 1850           | 1919      | Agroquímico                                                                      |                     |                                        |                   | Não preservado                                |
| Ludwig Deubner                 | 1877           | 1946      | Filólogo antigo e cientista religioso                                            |                     |                                        |                   | Não preservado                                |
| Emil Doepler                   | 1855           | 1922      | Pintor                                                                           |                     |                                        |                   | Não preservado                                |
| Julius Ehrentraut              | 1841           | 1923      | Pintor                                                                           |                     |                                        |                   | Não preservado                                |
| Richard Ermisch                | 1885           | 1960      | Arquiteto, secretário de obras                                                   |                     | A9-UW-16                               | Foto              |                                               |
| Hans Fiebrandt                 | 1905           | 2001      | Ator                                                                             |                     |                                        |                   |                                               |
| Emil Franke                    | 1880           | 1945      | Prefeito do distrito de Wilmersdorf                                              |                     |                                        |                   | Não preservado                                |
| Hermann Föttinger              | 1877           | 1945      | Engenheiro eletricista e inventor                                                |                     | C14-2-31                               | Foto              |                                               |
| Friedrich Freund               | 1861           | 1924      | Secretário de estado do Ministério do Interior da Prússia                        |                     |                                        |                   | Não preservado                                |
| Hugo Gasteiger                 | 1899           | 1978      | Oftalmologista                                                                   |                     |                                        | Foto              |                                               |
| Nikolaus Geiger                | 1849           | 1897      | Escultor                                                                         |                     |                                        |                   | Não preservado                                |
| Iska Geri                      | 1914           | 2002      | Atriz e cabaretista                                                              |                     |                                        |                   |                                               |
| Otto Geyer                     | 1843           | 1914      | Escultor                                                                         |                     |                                        |                   | Não preservado                                |
| Theodor Grawert                | 1858           | 1927      | Músico                                                                           |                     |                                        |                   | Não preservado                                |
| Siegfried Grönig               | 1942           | 2000      | Ator                                                                             |                     | B2-Ur-3                                | Foto              |                                               |
| Wilhelm Grube                  | 1855           | 1908      | Sinologolista                                                                    |                     |                                        |                   | Não preservado                                |
| Isa Gruner                     | 1897           | 1989      | Serviço social                                                                   |                     |                                        |                   |                                               |
| Heinrich Grünfeld              | 1855           | 1931      | Violoncelista                                                                    |                     |                                        |                   | Não preservado                                |
| Carl Halir                     | 1859           | 1909      | Violinista                                                                       |                     |                                        |                   | Não preservado                                |
| Otto Hammann                   | 1852           | 1928      | Jurista e assessor de imprensa do Ministério das Relações Exteriores da Alemanha |                     |                                        |                   | Não preservado                                |
| Agnes Harder                   | 1864           | 1939      | Poetisa                                                                          |                     |                                        |                   | Não preservado                                |
| Karin Hardt                    | 1910           | 1992      | Atriz                                                                            |                     |                                        |                   |                                               |
| Johannes Hass                  | 1873           | 1945      | Sindicalista e político                                                          | desde 1965          | B10-UW3-15                             | Foto              |                                               |
| Otto Hauser                    | 1874           | 1932      | Pesquisador da história antiga, descobriu o homem de Aurignac                    | 1990–2014           | C2-UW-20                               | Foto              |                                               |
| Christian Havestadt            | 1852           | 1908      | Arquiteto (construtor do Canal de Teltow)                                        |                     | A Ost 25-28                            | Foto              |                                               |
| Wolf Hilbertz                  | 1938           | 2007      | Arquiteto, empresário, pesquisador                                               |                     |                                        |                   |                                               |
| Matthias Hinze                 | 1969           | 2007      | Ator e dublador                                                                  |                     |                                        | Foto              |                                               |
| Gerhard Huttula                | 1902           | 1996      | Cinegrafista                                                                     |                     |                                        |                   |                                               |
| Eliza Illiard                  | 1905           | 1969      | Koloratursopranistin                                                             |                     |                                        |                   |                                               |
| Julius Jacob                   | 1842           | 1929      | Pintor                                                                           |                     |                                        |                   | Não preservado                                |
| Gerhard Janensch               | 1860           | 1933      | Escultor e Pintor                                                                |                     |                                        |                   | Não preservado                                |
| Victor Janson                  | 1884           | 1960      | Ator                                                                             |                     |                                        |                   |                                               |
| Leon Jessel                    | 1871           | 1942      | Compositor (Schwarzwaldmädel)                                                    |                     | C8-16a-23                              | Foto              | 1955 Umbettung vom Südwestkirchhof Stahnsdorf |
| Peter Jokostra                 | 1912           | 2007      | Escritor                                                                         |                     | Raum 2, Nr. 30                         | Foto              |                                               |
| Clemens Kaufung                | 1867           | 1921      | Cantor de ópera                                                                  |                     |                                        |                   | Não preservado                                |
| Gustav Kemmann                 | 1858           | 1931      | Verkehrswissenschaftler                                                          | desde 2004          | B Ost 70-72                            | Foto              |                                               |
| Reinhard Kolldehoff            | 1914           | 1995      | Ator                                                                             |                     | C13-16-18                              | Foto              |                                               |
| Willi Krause (Politiker)       | 1903           | 1987      | Político, funcionário de sindicato                                               | x                   | A11-UW-129                             | Foto              |                                               |
| Reinhold Kuebart               | 1879           | 1937      | Escultor                                                                         |                     |                                        |                   | Não preservado                                |
| Bernhard Kühn                  | 1838           | 1917      | Professor an der Königlich Technischen Hochschule zu Berlin                      |                     |                                        |                   | Não preservado                                |
| Heinrich Kühn (Politiker)      | 1894           | 1981      | Político e sindicalista                                                          | x                   | E3-UR-317                              | Foto              |                                               |
| Helmut R. Külz                 | 1903           | 1985      | Jurista, Vizepräsident des Bundesverwaltungsgerichts                             |                     |                                        |                   |                                               |
| Wilhelm Külz                   | 1875           | 1948      | Político, preußischer Innenminister, Mitbegründer der LDPD                       |                     | A9-113                                 | Foto              |                                               |
| Artur Landsberger              | 1876           | 1933      | Escritor                                                                         |                     |                                        |                   | Não preservado                                |
| Tilly Lauenstein               | 1916           | 2002      | Atriz e dubladora                                                                |                     |                                        |                   |                                               |
| Heinrich Lautensack            | 1881           | 1919      | Escritor                                                                         |                     |                                        |                   | Não preservado                                |
| Hans Lietzmann                 | 1875           | 1942      | Teólogo, historiador da igreja                                                   |                     | A8-UW-69                               | Foto              |                                               |
| Paul Liman                     | 1860           | 1916      | Escritor                                                                         |                     |                                        |                   | Não preservado                                |
| Georgia Lind                   | 1905           | 1984      | Atriz                                                                            |                     | A6-UW-126                              | Foto              |                                               |
| Walter List                    | 1898           | 1987      | Político                                                                         | x                   | B7-UW4-27                              | Foto              |                                               |
| Michel Lock                    | 1848           | 1898      | Escultor                                                                         |                     | A5                                     | Foto              |                                               |
| Friedrich Wilhelm von Loebell  | 1855           | 1931      | Político e preußischer Innenminister                                             |                     | A Ost 119-120                          | Foto              |                                               |
| Theo Mackeben                  | 1897           | 1953      | Compositor, pianista e Kapellmeister                                             |                     | A5-UW-118                              | Foto              |                                               |
| Will Meisel                    | 1897           | 1967      | Compositor                                                                       |                     | C11-1-1/3                              | Foto              |                                               |
| Dénes von Mihály               | 1894           | 1953      | Engenheiro e inventor                                                            |                     | D11-12-9                               | Foto              |                                               |
| Heinrich Müller-Breslau        | 1851           | 1925      | Professor de estática e construção de pontes                                     |                     | antigo Raum 7a, Wand B, Nr. 146        | Foto              | Abandonado em 2009                            |
| Selma Nicklass-Kempner         | 1849           | 1928      | Cantora e professora de canto                                                    |                     |                                        |                   | Não preservado                                |
| Ernst Niekisch                 | 1889           | 1967      | Político, autor e Verleger der Zeitschrift Widerstand                            |                     | Raum 13, Wand C, Reihe 2, Nr.2         | Foto              |                                               |
| Heinz van Nouhuys              | 1929           | 2005      | Verleger e jornalista                                                            |                     |                                        |                   |                                               |
| Richard Ohmann                 | 1850           | 1910      | Escultor                                                                         |                     | C1-3/8                                 | Foto              |                                               |
| Otto Ostrowski                 | 1883           | 1963      | Político e Oberbürgermeister Groß-Berlins                                        |                     | D1-1-6                                 | Foto              |                                               |
| Paul Otto (Schauspieler)       | 1878           | 1943      | Ator                                                                             |                     |                                        |                   | Não preservado                                |
| August von Parseval            | 1861           | 1942      | Konstrukteur von Luftschiffen                                                    |                     |                                        |                   | Não preservado                                |
| Albert Patry                   | 1864           | 1938      | Ator                                                                             |                     |                                        |                   | Não preservado                                |
| Ida Perry                      | 1877           | 1966      | Atriz                                                                            |                     |                                        |                   |                                               |
| Rudolf Platte                  | 1904           | 1984      | Ator                                                                             | desde 2010          | A6-UW-126                              | Foto              |                                               |
| Kurt Pomplun                   | 1910           | 1977      | Escritor                                                                         | desde 1978          | B1-UW-53                               | Foto              |                                               |
| Ludwig Preller (Politiker)     | 1897           | 1974      | Político social                                                                  |                     | D3-1-31                                | Foto              |                                               |
| Max Rabes                      | 1868           | 1944      | Pintor                                                                           |                     |                                        |                   | Não preservado                                |
| Kurt Reimann                   | 1913           | 2001      | Cantor                                                                           |                     | A2-102                                 | Foto              |                                               |
| Jakob Riesser                  | 1853           | 1932      | Jurista, político e Bankfachmann                                                 |                     |                                        |                   | Não preservado                                |
| Willy Römer                    | 1887           | 1979      | Pressefotograf                                                                   |                     | Raum 20, Wand D, Reihe 1, Nr. 2        | Foto              |                                               |
| Max Runze                      | 1849           | 1931      | evangelischer Pfarrer, Abgeordneter e autor                                      |                     |                                        |                   | Não preservado                                |
| Erich Schellow                 | 1915           | 1995      | Ator                                                                             |                     | D4-39                                  | Foto              |                                               |
| Eugen Schiffer                 | 1860           | 1954      | Político                                                                         | desde 1997          | D7-4-4/6                               | Foto              |                                               |
| Hubert Schmidt (Prähistoriker) | 1864           | 1933      | Prähistoriker, professor an der Universität Berlin                               |                     |                                        |                   | Não preservado                                |
| Fritz Schmidt-Clausing         | 1902           | 1984      | Pfarrer e teólogo                                                                |                     | antigo C12-1/12                        |                   | Abandonado em 2009                            |
| Otto Schnock                   | 1865           | 1922      | Arquiteto e Stadtrat in Wilmersdorf                                              |                     | B11                                    | Foto              |                                               |
| Otto Schramm                   | 1845           | 1902      | Gründer des Seebades am Wilmersdorfer See                                        |                     | A West 21-24                           | Foto              |                                               |
| Friedrich Schröder (Komponist) | 1910           | 1972      | Compositor e Dirigent                                                            |                     | C3-3-16/17                             | Foto              |                                               |
| F. Albert Schwartz             | 1836           | 1906      | Berliner Landschafts- e Architekturfotograph                                     |                     |                                        |                   | Não preservado                                |
| Rolf Schwedler                 | 1914           | 1981      | Político e Berliner Senator                                                      | desde 1984          | D10-UW2-4a                             | Foto              |                                               |
| Heinrich Seeling               | 1852           | 1932      | Arquiteto                                                                        | x                   | A1-UW-4                                | Foto              |                                               |
| Vera Skoronel                  | 1906           | 1932      | Tänzerin                                                                         |                     |                                        |                   | Não preservado                                |
| Senta Söneland                 | 1882           | 1934      | Atriz                                                                            |                     |                                        |                   | Não preservado                                |
| Hans Heinz Stuckenschmidt      | 1901           | 1988      | Crítico musical e compositor                                                     |                     | Raum 12, Wand C, Reihe 10, Nr. 4       | Foto              |                                               |
| Hans Stüwe                     | 1901           | 1976      | Ator e diretor                                                                   |                     | D2-UW-40                               |                   | sem sepultura                                 |
| Walther Suessenguth            | 1900           | 1964      | Ator e diretor                                                                   |                     | E5-UW-217                              | Foto              |                                               |
| Guido Thielscher               | 1859           | 1941      | Ator                                                                             | 1952–2015           | D3-1-8/11                              | Foto              |                                               |
| Rudolf Tobias                  | 1873           | 1918      | Compositor e Hochschullehrer                                                     |                     |                                        |                   | 1992 nach Estland überführt                   |
| Heinz Tovote                   | 1864           | 1946      | Escritor                                                                         |                     |                                        |                   | Não preservado                                |
| Cuno von Uechtritz-Steinkirch  | 1856           | 1908      | Escultor                                                                         |                     |                                        |                   | Não preservado                                |
| Emma Simon                     | 1848           | 1934      | Escritora e proprietária de salão literário                                      |                     |                                        |                   | Não preservado                                |
| Georg Voß                      | 1854           | 1932      | Historiador da arte                                                              |                     |                                        |                   | Não preservado                                |
| Hans Wallenberg                | 1907           | 1977      | Jornalista e fundador de jornal                                                  |                     | Raum 10, Nr. 53b                       | Foto              |                                               |
| Hildegard Wegscheider          | 1897           | 1953      | Pedagora e reformadora escolar                                                   | desde 1956          | C7-3-12                                | Foto              |                                               |
| Rolf Weih                      | 1906           | 1969      | Ator                                                                             |                     |                                        |                   |                                               |
| Herbert Weißbach               | 1901           | 1995      | Ator                                                                             |                     | C9-Ur-137                              | Foto              |                                               |
| Lilli Wislicenus-Finzelberg    | 1877           | 1939      | Escultora                                                                        |                     | A Ost 85-87                            | Foto              |                                               |
| Hans Wislicenus                | 1864           | 1939      | Pintor                                                                           |                     | A Ost 85-87                            | Foto              |                                               |
| Hermann Wislicenus             | 1825           | 1899      | Pintor                                                                           |                     | A Ost 85-87                            | Foto              |                                               |
| Margarethe von Witzleben       | 1853           | 1917      | Begründerin der Schwerhörigen-Bewegung in Deutschland                            | desde 1995          | D5b-1-22                               | Foto              |                                               |
| Inge Wolffberg                 | 1924           | 2010      | Atriz e cabaretista                                                              |                     |                                        |                   |                                               |
| Ignaz Zadek                    | 1858           | 1931      | Político                                                                         | 1990–2014           | B2-UW-123                              | Foto              |                                               |
| Fedor von Zobeltitz            | 1857           | 1934      | Escritor                                                                         | 1952–2014           | Raum 7a, Wand B, Nr. 123               | Foto              |                                               |